# Пасо Казале (Трапани)
Пасо Казале је насеље у Италији у округу Трапани, региону Сицилија.
Према процени из 2011. у насељу је живело 50 становника. Насеље се налази на надморској висини од 220 м.